# Intan Mulya Jaya
Intan Mulya Jaya is een bestuurslaag in het regentschap Indragiri Hilir van de provincie Riau, Indonesië. Intan Mulya Jaya telt 683 inwoners (volkstelling 2010).